# ТЕС Баб-Еззуар
ТЕС Баб-Еззуар (Bab Ezzouar) — теплова електростанція на півночі Алжиру.
Введена в експлуатацію у 1978 році, ТЕС Баб-Еззуар стала четвертою станцією у столичному регіоні після Алжир-Порт, Хамма I та Буфарик. Як і дві останні, вона відносилась до газотурбінних, проте була найпотужнішою серед них — чотири газові турбіни Brown Boveri and Cie типу GT9D2 по 27 МВт.
Як паливо використовується природний газ, що вперше надійшов до столичного регіону на початку 1980-х по трубопроводу Хассі-Р'Мель – Бордж-Менаель – Алжир.